# اایگالیرز
اایگالیرز (به فرانسوی: Aigaliers) یک کامین در فرانسه است که در Canton of Uzès واقع شده‌است.

## خصوصیات
اایگالیرز ۲۸٫۰۶ کیلومترمربع مساحت و ۴۷۷ نفر جمعیت دارد و ۲۱۲ متر بالاتر از سطح دریا واقع شده‌است.